# Хелмут фон дер Хевалери
Хелмут фон дер Хевалери (на немски: Hellmut von der Chevallerie) е немски офицер служил по време на Първата и Втората световна война.

## Биография

### Ранен живот и Първа световна война (1914 – 1918)
Хелмут фон дер Хевалери е роден на 9 ноември 1896 г. в Берлин, Германска империя. През 1914 г. се присъединява като доброволец към пруската армия. Участва в Първата световна война, като през 1915 г. става офицерски кадет. До края на войната се издига до звание лейтенант.

#### Междувоенен период
След войната се присъединява към Райхсвера, където служи в пехотни и кавалерийски подразделения.

### Втора световна война (1939 – 1945)
В началото на Втората световна война е със звание оберстлейтенант и служи като щабен офицер в 12-и армейски корпус. На 9 март 1942 г. поема командването на 10-а стрелкова бригада. Следващите му назначения са като командир на танкови дивизии. На 8 октомври 1942 г. поема 22-ра танкова дивизия, на 1 ноември 1942 г. – 13-а танкова дивизия, на 15 ноември 1943 г. – 273-та танкова дивизия от резерва и на 5 август 1944 г. – 233-та танкова дивизия от резерва. Пленен е на 9 май 1945 г., а е освободен през 1947 г.

#### Смърт
Умира на 1 юни 1965 г. във Висбаден, Германия.

## Военна декорация
| - Германски орден „Железен кръст“ (1914) – II (20 април 1915) и I степен (20 октомври 1916) - Германска „Значка за раняване“ (1914) – черна (?) - Германски орден „Кръст на честта“ (20 декември 1934) - Германски орден „Железен кръст“ (1939, повторно) – II (8 юли 1941) и I степен (20 юли 1941) - Германска „Значка за раняване“ (1939, повторно) – сребърна (?) и златна (20 декември 1941) | - Германски медал „За зимна кампания на изтока 1941/42 г.“ (14 август 1942) - Германска „Танкова значка“ (13 август 1941) - Орден „Германски кръст“ (?) – златен (19 април 1942) - Рицарски кръст (30 април 1943) - Германски орден „За храброст“ (1943) – III степен (20 октомври 1943) |